# Oregon Route 141
Az Oregon Route 141 (OR-141) egy három szakaszból álló oregoni állami országút, amely észak–déli irányban az Interstate 5 286-os számú lehajtója és a wilsonville-i Soutwest Pioneer Court, a Durham határa előtt található vasúti átjáró és a tualatini Southwest Afton Lane, illetve az Oregon Route 99W Portland/Salem irányú keresztezése előtti vasúti átkelő és az OR 217 Tigard/Salem irányú csomópontja utáni vasúti átjáró között halad.
A szakasz Beaverton–Tualatin Highway No. 141 néven is ismert.

## Leírás
A szakasz Wilsonville területén, az Interstate 5 286-os jelzésű lehajtójánál kezdődik. Kelet felé az autópálya alatt elhaladva a nyomvonal első része röviddel a csomópont után, a Southwest Pioneer Courtnál ér véget. A következő összetevő a Durham előtt található vasúti átkelőnél indul, majd a Lake Oswegó-i elágazás után a Southwest Afton Lane-nél végződik. A harmadik szakasz öt kilométerrel odébb, az OR 99W csomópontja előtti vasúti átjárónál kezdődik; az OR 217 felett áthaladva az Oregon Route 210 schollsi és Raleigh Hills-i-, valamint az OR 217 Tigard/Salem irányú csomópontja után a közelben futó vasúti átjárónál van vége.